# Ekosystémové služby

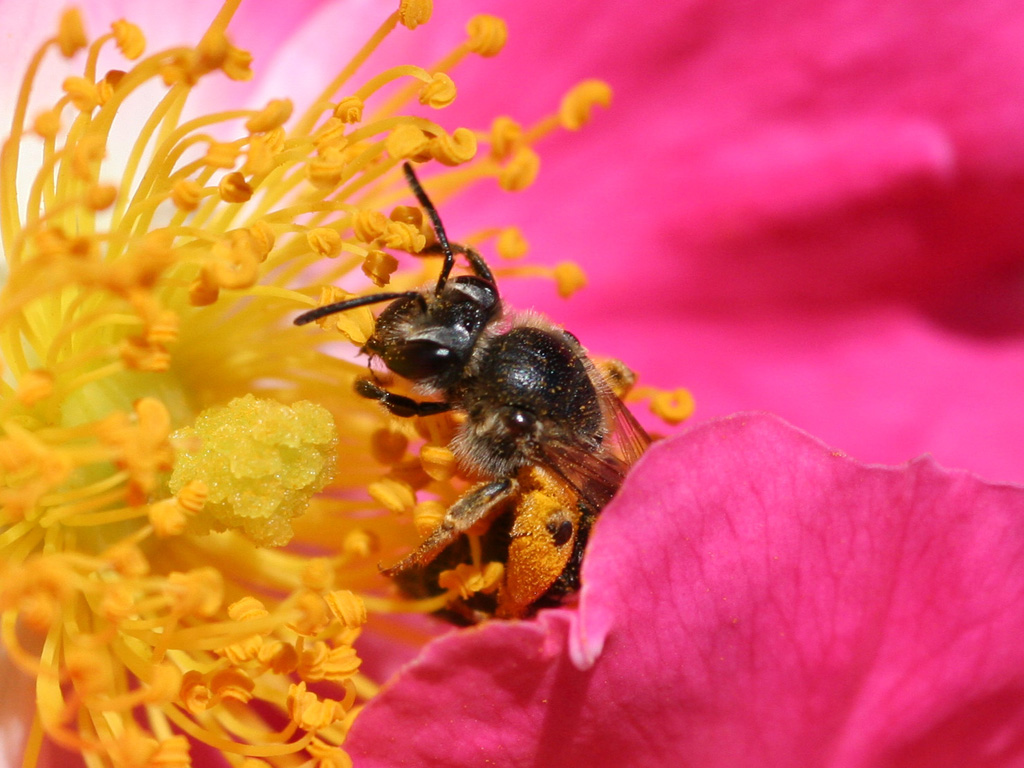
Ekosystémová služba opylování

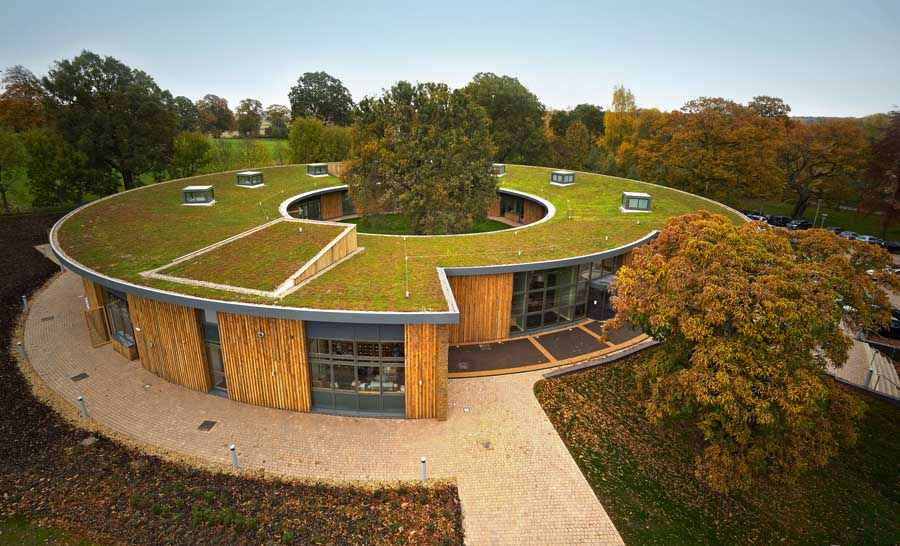
Zelená střecha na sídle British Horse Society

Ekosystémové služby jsou přínosy, které lidem poskytují ekosystémy. Jedná se o výhody poskytované lidem přírodou, přičemž skrze využívání služeb ekosystémů mohou lidé dosahovat požadované míry blahobytu. Lidská činnost s sebou nese vážné dopady na světové ekosystémy, přičemž udržení správné činnosti ekosystémových služeb pro budoucí generace je ohroženo.
Koncept ochrany služeb ekosystémů byl mimo jiné zařazen i do strategického rámce Česká republika 2030, jenž udává směr rozvoje naší země. Součástí tohoto bodu je začlenění hodnocení ekosystémových služeb do rozhodovacích procesů.
Jako jedna z příčin degradace ekosystémů je zmiňováno právě selhání v začlenění hodnoty přírodních statků do rozhodovacích procesů. Postihnutí hodnoty přírody je velice komplikované, a to obzvláště při snaze o vyjádření v peněžních jednotkách. O posuzování vlivů projektů na životní prostředí se snaží například iniciativa Environmental Impact Assessment (EIA), jejíž závěry mají zkvalitnit proces rozhodování.

## Dělení ekosystémových služeb
V roce 2000 bylo generálním tajemníkem OSN Kofi Annanem vyžádáno tzv. Hodnocení ekosystémů k miléniu (Millenium Ecosystem Assessment, MA). Hlavním cílem této iniciativy bylo posoudit důsledky změn ekosystémů na lidský blahobyt. Jedním z výstupů bylo mimo jiné i identifikování a rozdělení služeb ekosystémů.
Dle Hodnocení ekosystémů k miléniu jsou ekosystémové služby děleny následovně:
- Poskytovací služby – jedná se o produkty získávané z ekosystémů: jídlo, pitná voda, paliva, přírodní léčiva, biochemické látky a genetické zdroje
- Regulační služby – benefity plynoucí z regulace procesů probíhajících v ekosystémech: regulace klimatu, koloběh vody, udržování kvality ovzduší, kontrola eroze, regulace lidských nemocí, proces opylování, nakládání s odpady, ochrana před bouřemi
- Kulturní služby – nemateriální výhody získávané z ekosystémů: spirituální a náboženské hodnoty přírody, rekreace a ekoturismus, estetická hodnota, inspirace, hodnoty vzdělávání, vnímání daného místa, hodnota kulturního dědictví, sociální vazby
- Podpůrné služby – tato skupina zabezpečuje správný chod všech ostatních ekosystémových služeb a jejich dopady na společnost jsou buď nepřímé, anebo se projeví až za dlouhý časový interval. Řadí se sem: primární produkce biomasy, tvorba půdy, koloběh živin, fotosyntéza

Správné fungování všech ekosystémových služeb se opírá o biologickou rozmanitost ekosystémů.

## Hnací síly ekosystémových služeb
Hnací síly služeb ekosystémů jsou faktory, které nějakým způsobem ovlivňují procesy probíhající v ekosystémech, a zároveň tedy působí i na ekosystémové služby. Dělí se na přímé a nepřímé hnací síly.

### Přímé hnací síly
Mezi přímé hnací síly, jež ovlivňují ekosystémové služby, se řadí zejména biologické, fyzikální nebo chemické procesy. Na služby ekosystémů působí přímo.
- emise skleníkových plynů a ostatních znečišťujících látek do atmosféry – mezi nejvýznamnější skleníkové plyny se řadí oxid uhličitý, vodní pára, oxid dusný a methan
- acidifikace – dochází k okyselení půdy či vodních zdrojů
- změna klimatu – týká se hlavně zvyšování průměrné globální teploty
- zvyšování hladiny moří – následek globálního oteplování, kdy dochází ke zvyšování průměrné hladiny moří v důsledku teplotního rozpínání vody a úbytku ledu ležícího na pevnině
- změna ve využívání půdy a změna půdního krytu – především proměny u lesní a zemědělsky využívané půdy
- narušování krajiny těžbou – určující je intenzita a typ těžby nerostných surovin
- používání dusíkatých hnojiv a kontaminace vodních zdrojů – eutrofizace a problémy spojené s nadbytkem živin ve vodních zdrojích (hlavně dusík a fosfor)

### Nepřímé hnací síly
Tato skupina hnacích sil působí na služby ekosystémů nepřímo, často způsobem, kdy mění jednu nebo více přímých hnacích sil.
- světová populace – změny ve světové populaci ovlivňují počet a druh spotřebitelů služeb ekosystémů, množství potřebné energie, využití půdy, a rovněž míru emisí znečišťujících látek
- hospodářský rozvoj – působí například na vzorce spotřeby ve společnosti a na technologický pokrok
- změny technologií – technologie ovlivňují efektivitu využívání ekosystémových služeb (například v zemědělství se díky technologiím může dosahovat vyšších výnosů plodin na menší ploše orné půdy)
- sociální, kulturní a politické faktory
- využívání a výroba energetických zdrojů – využívání a výroba energie ovlivňuje emise skleníkových plynů.[6]

## Scénáře budoucnosti dle Millenium Ecosystem Assessment
Pod záštitou Hodnocení ekosystémů k miléniu (Millenium Ecosystem Assessment, MA) vznikly čtyři scénáře vývoje budoucnosti (přibližně do roku 2050) a jeho důsledků na ekosystémy a ekosystémové služby: Globální souhra, Pozice síly, Přizpůsobivá mozaika a TechnoZahrada.
Každý z těchto scénářů obsahuje jak pozitivní, tak i negativní aspekty, ovšem ideální budoucnost by nejspíše zahrnovala kombinaci všech čtyř. Skutečný obraz budoucnosti naší společnosti závisí na rozhodnutích, která jsou uskutečňována v současnosti, přičemž podoba budoucího vývoje může být daleko lepší i horší než kterýkoli z představených scénářů.

### Globální souhra
Existence globálně propojené společnosti zaměřující se na světové trhy a ekonomický růst. Upozorňuje na rostoucí propojenost mezi jednotlivými národy/společnostmi, která sebou nese jisté výhody, ale i hrozby. Environmentální problémy jsou řešeny až poté, co se projeví zjevné následky na lidský blahobyt. Tento reaktivní přístup je zdrojem zranitelnosti vůči nepředvídatelným a nečekaným událostem (například výskyt nových infekčních onemocnění). Společnost je přesvědčena, že (stejně jako v minulosti) dojde k objevení potřebných vědomostí či technologií, jež povedou k vyřešení environmentálních problémů. Dále dochází k celosvětové spolupráci na zlepšení sociálního a ekonomického blahobytu, rovněž jako na posílení veřejných služeb, jako například vzdělání a zdravotní péče.
V rámci ekosystémových služeb dojde ke zlepšení zásobovacích služeb zejména v rozvojových zemích, kde ale naopak dojde ke zhoršení regulačních služeb ekosystémů.

### Pozice síly
Svět je regionalizovaný a klade důraz na ochranu, bezpečnost a regionální trhy. Jednotlivé národy preferují řešení vlastních zájmů. Pro dosahování blahobytu jsou přírodní zdroje zásadní, ovšem problémy spojené se životním prostředím lidé považují za druhořadé. Stejně jako u Globální souhry je preferován reaktivní přístup řešení environmentálních problémů a víra v technologické inovace. Tento scénář počítá s nejvyšším nárůstem populace do roku 2050, a zároveň současná míra příjmové nerovnosti ve světě zůstane nezměněna.
Tento scénář předpovídá obecnou degradaci ekosystémových služeb, přičemž v největší míře v rozvojovém světě, kde jsou ekosystémy nejvíce zranitelné. Přírodní zdroje jsou čerpány v nadměrné míře, čímž je překračována únosná kapacita území.

### Přizpůsobivá zahrada
Preferuje regionální přístup, kdy předpokládá vzestup místních institucí a lokálních strategií řízení ekosystémů. Zlepšení znalostí o fungování a správě ekosystémů skrze pochopení významu důležitých faktorů místního životního prostředí. Proaktivní přístup k otázkám životního prostředí se snahou předejít problémům. Důraz na místní správu vede k selhání řízení na celosvětové úrovni a jako výsledek tohoto chování se zhoršují globální environmentální problémy. Lidé si začnou uvědomovat, že do správy lokálních oblastí zasahují i globální problémy. Uvědomění, že hranice jednotlivých států se neshodují s hranicemi ekosystémů, a proto je nutné v této environmentální oblasti spolupracovat.
Hlavně v rozvojových zemích se zranitelnost ekosystémů snižuje. Ekosystémové služby se plynuleji adaptují na proměny probíhající v ekosystémech.

### TechnoZahrada
Globálně propojený svět, jenž se spoléhá na ekologicky šetrné technologie (tzv. zelené technologie) a odráží proaktivní přístup. Správa ekosystémů se děje na vysoké úrovni, často i přes inženýrské systémy. Probíhá mezinárodní spolupráce při hledání řešení environmentálních problémů, přičemž tato řešení jsou přínosná jak pro životní prostředí, tak i pro ekonomiku. Dochází k rozvoji vlastnických práv k ekosystémovým službám, s čímž souvisí i požadavek na zahrnutí způsobeného znečištění do nákladů znečišťovatele. 
Důraz na maximální efektivitu s sebou přináší nové problémy. Uměle vytvořené ekosystémy se stávají zranitelnějšími a vyžadují časté zásahy. V důsledku investic do nových technologií se objevují tendence k zatěžování poskytovacích služeb.

## Příklady využití ekosystémových služeb
V posledních desetiletích lze po celém světě sledovat fenomén urbanizace, při kterém dochází k nárůstu podílu městské populace. Už v roce 2007 přesáhl podíl městského obyvatelstva polovinu celkové populace. Pro rok 2020 už tento podíl dosahoval hodnoty 56 %. Využívání služeb ekosystémů se tedy stává čím dál více významnějším právě v městských oblastech, které dnes obývá už většina lidské populace. Mnohá města po celém světě zařazují do svých plánů udržitelného rozvoje strategie, jejichž implementací budou čerpat benefity ve formě ekosystémových služeb. 

### Zelené střechy a vertikální zeleň
Zelené střechy dokáží efektivně zadržet dešťovou vodu, přičemž se během jejího odpařování ochlazuje okolní prostředí. Zadržením děšťovky dochází rovněž k redukci objemu vody stékající do kanalizace. Kromě toho poskytují útočiště pro různorodé živočichy, zejména hmyz, čímž podporují biologickou rozmanitost místa. Tyto aspekty představují hlavní důvody proč i vláda České republiky podporuje realizaci zelených střech. Jedním z nástrojů je program Nová zelená úsporám, kdy jsou přidělovány dotace i právě na výstavbu zelených střech rodinných a bytových domů.
V rámci regulačních služeb ekosystémů se zde tedy jedná o regulaci vnitřní i okolní teploty, schopnosti pohltit zvuk a o regulaci nakládání s dešťovou vodou. Zejména díky chladicímu efektu je dalším benefitem úspora spotřeby energie. Instalace a údržba těchto systémů je obecně dražší, ovšem vynaložené náklady se mohou později vrátit v podobě snížených nákladů na ochlazení vnitřních prostor domu. Podporovány jsou rovněž i kulturní služby, jež souvisí s estetikou a s rekreačním využitím.

### Městská zeleň (ozelenění měst)
Kromě kladného působení na životní prostředí má výskyt zeleně dobrý vliv i na duševní pohodu obyvatel dané oblasti skrze využívání kulturních služeb ekosystémů. Studie prováděná v Německu prokázala, že biologicky rozmanité prostředí pozitivně působí na lidské duševní zdraví. Konkrétně se v této studii jedná o rozmanitost druhů rostlin a ptáků. Jako přínosy pro lidskou duševní pohodu jsou zmíněny například snížení stresu či vyvolání pozitivních emocí.
Výzkum prováděný napříč městskými parky střední Evropy odhalil, že nejvyšší podíl dotazovaných navštěvuje tato místa právě za účelem relaxace a odpočinku, tedy ve snaze uniknout od ruchu města. Jako nejvíce prováděné činnosti v parku respondenti uvedli pasivní odpočinek, procházky, sledování přírody nebo navazování kontaktů.

### Veřejné záhony a komunitní zahrady
Komunitní zahrady mohou být možnou strategií vedoucí k zajištění potravinové bezpečnosti měst, skrze využívání zásobovacích ekosystémových služeb. Ovšem působí zde mnoho faktorů, jako například tamní klima, omezený prostor pro vybudování zahrad nebo angažovanost tamních obyvatel v péči o záhonky. Vypěstované plodiny samy o sobě nejsou jediným přínosem využívání těchto prostor. Komunitní zahradničení zvyšuje sociální interakce a soudržnost uvnitř komunity. Tyto aspekty jsou řazeny pod skupinu kulturních služeb ekosystémů.
Komunitní zahradničení se rozvíjí i v České republice. Například pod záštitou komunitní organizace Kokoza vzniklo od roku 2012 už více než 20 takových zahrad, kde lidé pěstují nejen čerstvou zeleninu, ale rovněž i sousedské vztahy. Jako důvody pro realizaci těchto míst mimo jiné zmiňují zmírnění změny klimatu, cestu k udržitelnosti, ozelenění veřejného prostoru a možnost odpočinku pro tělo i ducha.